# Roumanie aux Jeux olympiques d'hiver de 1956
Cet article contient des informations sur la participation et les résultats de la Roumanie aux Jeux olympiques d'hiver de 1956, qui ont eu lieu à Cortina d'Ampezzo en Italie. Il s'agit de la dernière participation du pays aux Jeux olympiques d'hiver avant son retour 8 ans plus tard à Innsbruck. 

## Résultats

### Bobsleigh
| Traîneau | Athlètes                                | Épreuve    | Manche 1      | Manche 1 | Manche 2      | Manche 2 | Manche 3      | Manche 3 | Manche 4      | Manche 4 | Total         | Total |
| Traîneau | Athlètes                                | Épreuve    | Temps         | Rang     | Temps         | Rang     | Temps         | Rang     | Temps         | Rang     | Temps         | Rang  |
| -------- | --------------------------------------- | ---------- | ------------- | -------- | ------------- | -------- | ------------- | -------- | ------------- | -------- | ------------- | ----- |
| ROM I    | Heinrich Ene Mărgărit Blăgescu          | Bob à deux | 1 min 26 s 51 | 13       | 1 min 26 s 83 | 17       | 1 min 26 s 44 | 14       | 1 min 26 s 44 | 16       | 5 min 46 s 22 | 14    |
| ROM II   | Constantin Dragomir Gheorghe Moldoveanu | Bob à deux | 1 min 27 s 22 | 17       | 1 min 26 s 42 | 14       | 1 min 27 s 57 | 19       | 1 min 28 s 95 | 20       | 5 min 50 s 16 | 18    |

| Traîneau | Athlètes                                                         | Épreuve      | Manche 1      | Manche 1 | Manche 2      | Manche 2 | Manche 3      | Manche 3 | Manche 4      | Manche 4 | Total         | Total |
| Traîneau | Athlètes                                                         | Épreuve      | Temps         | Rang     | Temps         | Rang     | Temps         | Rang     | Temps         | Rang     | Temps         | Rang  |
| -------- | ---------------------------------------------------------------- | ------------ | ------------- | -------- | ------------- | -------- | ------------- | -------- | ------------- | -------- | ------------- | ----- |
| ROM I    | Heinrich Ene Dumitru Peteu Nicolae Moiceanu Mărgărit Blăgescu    | Bob à quatre | 1 min 21 s 53 | 21       | 1 min 20 s 58 | 16       | 1 min 20 s 64 | 12       | 1 min 20 s 44 | 10       | 5 min 23 s 19 | 14    |
| ROM II   | Constantin Dragomir Vasile Panait Ion Staicu Gheorghe Moldoveanu | Bob à quatre | 1 min 21 s 21 | 19       | 1 min 21 s 22 | 18       | 1 min 22 s 37 | 18       | 1 min 23 s 03 | 21       | 5 min 27 s 83 | 20    |

### Saut à ski
| Athlète          | Épreuve         | Saut 1   | Saut 1 | Saut 1 | Saut 2   | Saut 2 | Saut 2 | Total  | Total |
| Athlète          | Épreuve         | Distance | Points | Rang   | Distance | Points | Rang   | Points | Rang  |
| ---------------- | --------------- | -------- | ------ | ------ | -------- | ------ | ------ | ------ | ----- |
| Nicolae Munteanu | Tremplin normal | 66,0 m   | 85,0   | 44     | 70,0 m   | 90,0   | 34     | 175,0  | 42    |

### Ski alpin
| Athlète                | Épreuve      | Manche 1     | Manche 1 | Manche 2     | Manche 2 | Total        | Total |
| Athlète                | Épreuve      | Temps        | Rang     | Temps        | Rang     | Temps        | Rang  |
| ---------------------- | ------------ | ------------ | -------- | ------------ | -------- | ------------ | ----- |
| Gheorghe Cristoloveanu | Descente     |              |          |              |          | Disqualifié  | –     |
| Nicolae Pandrea        | Descente     |              |          |              |          | 3 min 46 s 5 | 31    |
| Nicolae Pandrea        | Slalom géant |              |          |              |          | 4 min 12 s 3 | 74    |
| Gheorghe Cristoloveanu | Slalom géant |              |          |              |          | 3 min 30 s 5 | 37    |
| Gheorghe Cristoloveanu | Slalom       | 2 min 05 s 6 | 46       | 2 min 15 s 4 | 28       | 4 min 21 s 0 | 39    |
| Nicolae Pandrea        | Slalom       | 1 min 52 s 9 | 40       | 2 min 26 s 2 | 38       | 4 min 19 s 1 | 39    |

| Athlète               | Épreuve      | Manche 1     | Manche 1 | Manche 2 | Manche 2 | Total        | Total |
| Athlète               | Épreuve      | Temps        | Rang     | Temps    | Rang     | Temps        | Rang  |
| --------------------- | ------------ | ------------ | -------- | -------- | -------- | ------------ | ----- |
| Elena Epuran          | Descente     |              |          |          |          | 2 min 27 s 7 | 44    |
| Magdalena Marotineanu | Descente     |              |          |          |          | 2 min 04 s 0 | 40    |
| Elena Epuran          | Slalom géant |              |          |          |          | 3 min 20 s 5 | 43    |
| Magdalena Marotineanu | Slalom géant |              |          |          |          | 2 min 21 s 0 | 39    |
| Elena Epuran          | Slalom       | Disqualifiée | –        | –        | –        | Disqualifiée | –     |
| Magdalena Marotineanu | Slalom       | Disqualifiée | –        | –        | –        | Disqualifiée | –     |

### Ski de fond

#### Hommes
| Épreuve | Athlète           | Course        | Course |
| Épreuve | Athlète           | Temps         | Rang   |
| ------- | ----------------- | ------------- | ------ |
| 15 km   | Constantin Enache | 56 min 06     | 40     |
| 15 km   | Manole Aldescu    | 54 min 40     | 32     |
| 30 km   | Constantin Enache | 1 h 59 min 52 | 36     |
| 30 km   | Manole Aldescu    | 1 h 57 min 42 | 31     |

| Épreuve | Athlète           | Course       | Course |
| Épreuve | Athlète           | Temps        | Rang   |
| ------- | ----------------- | ------------ | ------ |
| 10 km   | Margareta Arvay   | Disqualifiée | –      |
| 10 km   | Ştefania Botcariu | 49 min 37    | 39     |
| 10 km   | Iuliana Simon     | 49 min 32    | 38     |

| Athlètes                                     | Course        | Course |
| Athlètes                                     | Temps         | Rang   |
| -------------------------------------------- | ------------- | ------ |
| Ştefania Botcariu Elena Zangor Iuliana Simon | Disqualifiées | –      |

## Référence
- (en) Cet article est partiellement ou en totalité issu de l’article de Wikipédia en anglais intitulé « Romania at the 1956 Winter Olympics » (voir la liste des auteurs).

1. ↑  Y compris 5 secondes de pénalité